# Чернець з Монци
«Монах з Монци» (італ. Il monaco di Monza) — італійська драма. Фільм з відомим коміком Тото у головній ролі, що вийшов 10 травня 1962 року. Назва фільму є натяком на відому в Італії «черницю з Монци».

## Сюжет
Дія фільму відбувається в 17 столітті. Герой фільму — швець Паскуале Чіччіакальда (Тото). І йому завжди не щастить. Він добре працює, але, на жаль, уміє робити взуття тільки для правої ноги, тому нічого не заробляє і не може платити податки. І одного разу він змушений тікати разом з одним Мамоціо (Ермініо Макаріо) і своїми 12 дітьми, щоб уникнути переслідувань господаря села, втомленого від ухилення від сплати податків. Але Паскуале і вся його компанія знаходять незабаром іншу роботу. Бідняк і його спільник переодягаються ченцями, разом з дітьми, які прикидаються дітьми божественного Провидіння, і ховаються в замку дона Еджідіо (Ніно Таранто). Багатий і жорстокий синьйор, який тримає в ув'язненні красуню Ф'йоренцу (Ліза Гастоні), щоб потім з нею одружитися. Але вона не прагне шлюбу з ним, бо закохана в Мануеля (його теж грає Тото). І вона просить бідолаху Паскуале допомогти. Адріано Челентано разом з Доном Бакі в епізодичній ролі переодягнених ченців випрошують милостиню під пісню «La Carità».

## У ролях
- Тото — Паскуале Чіччіакальда, дон Мануель;
- Ніно Таранто — маркіз де Латтанзіс;
- Ермініо Макаріо — Мамоціо;
- Ліза Гастоні — Ф'йоренца;
- Мойра Орфей — Віргінія;
- Джакомо Фурія — Чекко;
- Фіоренцо Фіорентіні — циган;
- Дені Періс;
- Маріо Кастеллані;
- Марі Бадмаєв;
- Клара Бінді — одна з робочих;
- Карло Делле П'яне — хазяїн;
- Тіна Глоріані;
- Марко Моранді;
- Роберто Пройєтті;
- Міранда Поджі;
- Міммо Полі;
- Франко Рессель;
- Ренато Терра
- Адріано Челентано — чернець;
- Джанні Багіно;
- Сол Борджезе — Ман;
- Джиммі іл Феномено — гітарист.

## Знімальна група
- Режисер — Серджо Корбуччі;
- Сценарій — Бруно Корбуччі, Джованні Гримальді, Етторе Марія Маргадонна;
- Оператор — Енцо Барбоні;
- Композитор — Армандо Тровайолі;
- Продюсер — Джованні Аддессі, Франко Белотті, Волтер Заргетта.